# Hermann Hoerlin
Hermann Julius Wilhelm Hoerlin (* 5. Juli 1903 in Schwäbisch Hall; † 6. November 1983 in Boston) war ein deutsch-US-amerikanischer Bergsteiger und Physiker.

## Leben
Hermann Hoerlin wuchs in Schwäbisch Hall als Sohn eines Kaufmanns auf. Nach der Aufnahme eines Physikstudiums an der Technischen Hochschule Stuttgart (1922) und den Eintritt in die Studentenverbindung „Akademische Gesellschaft Sonderbund“ begann er mit Klettern und Bergsteigen.
Bekanntheit erlangte er Ende der 1920er Jahre zusammen mit seinem Kletterpartner, dem Österreicher Erwin Schneider, durch eine Reihe von erstmaligen Winterbesteigungen u. a. von Nebengipfeln des Mont Blanc. Hoerlin und Schneider nahmen an der von Günter Dyhrenfurth organisierten, internationalen Himalaya-Expedition von 1930 teil. Mit der Besteigung des 7462 m hohen Jongsang Ri erreichten sie am 3. Juni 1930 den höchsten bis dahin bestiegenen Berggipfel der Erde. 1932 gehörte Hoerlin zu einer deutsch-österreichischen Expedition in den Anden, der u. a. die Erstbesteigung des Nevado Huascarán (6768 m) gelang, des höchsten Bergs von Peru. Im Rahmen dieser Expedition machte Hoerlin umfangreiche Messungen von kosmischer Strahlung, die in seine von Erich Regener betreute Dissertation (veröffentlicht 1936) einflossen. Er war als Teilnehmer der von Willy Merkl geleiteten Nanga Parbat-Expedition von 1934 vorgesehen, lehnte wegen des Todes seines Vaters aber ab.
Im Zuge der publizistischen Begleitung und Aufarbeitung dieser Expedition und ihres unglücklichen Endes (zehn Bergsteiger und Sherpas starben) lernte Hoerlin Käthe Schmid geb. Tietz kennen, die Witwe des am 30. Juni 1934 während des sogenannten Röhm-Putschs aufgrund einer Verwechslung von der SS ermordeten Musikkritikers Willi Schmid. Die in Schwerin aufgewachsene Käthe Schmid, uneheliche Tochter eines preußischen Adeligen und einer jüdischen Kaufmannsfrau, galt für den NS-Staat als „Halbjüdin“. Nachdem die Nürnberger Gesetze von 1935 eine Heirat mit einem „Arier“ untersagten, gingen der Eheschließung 1938 jahrelange Bemühungen um eine schließlich erteilte Sondergenehmigung voraus, u. a. über die guten Kontakte von Käthe Schmid zu Hitlers persönlichem Adjutanten Fritz Wiedemann. Bis 1937 war Hermann Hoerlin Mitglied im Exekutivkomitee des Deutschen und Österreichischen Alpenvereins (DÖAV) und widersetzte sich hier der nationalsozialistischen Gleichschaltung des Vereins.

### Auswanderung in die USA
1938 wanderte das Ehepaar zusammen mit den drei Kindern Käthe Hoerlins aus ihrer ersten Ehe in die USA aus, wo Hoerlin zuerst für Agfa in Binghamton (New York) arbeitete. 1944 erhielt das Paar die amerikanische Staatsbürgerschaft. In den USA wurde Hoerlin statt Hermann häufig Herman genannt. Ab 1953 forschte er im Los Alamos National Laboratory u. a. über die physikalischen Auswirkungen von Atombombentests in der Erdatmosphäre. Diese Arbeiten und die Aussagen Hoerlins vor einem Komitee des US-Kongresses (9. März 1962) trugen zum Abschluss des Vertrags über das Verbot von Kernwaffenversuchen in der Atmosphäre, im Weltraum und unter Wasser von 1963 bei. 1959–1960 hatte Hoerlin eine von seinem Freund Hans Bethe vermittelte Gastprofessur der Cornell University inne. Ab 1964 lebten Hoerlin und seine Frau in Santa Fe und 1983 nach Boston, wo Hermann Hoerlin am 9. November im Alter von 80 Jahren starb. Ein Teil seines schriftlichen und fotografischen Nachlasses wird im Historischen Alpenarchiv in München aufbewahrt.